# Canton de Joué-lès-Tours-Nord
Le canton de Joué-lès-Tours-Nord est un ancien canton français situé dans le département d'Indre-et-Loire et la région Centre.

## Géographie

### Composition
Le canton de Joué-lès-Tours Nord se composait de la partie de la commune de Joué-lès-Tours située au nord du boulevard des Bretonnières, du boulevard Jean-Jaurès et du boulevard de Chinon.

## Histoire
Le canton a été créé en 1985 en scindant en deux l'ancien canton de Joué-lès-Tours.

## Démographie
Le canton de Joué-lès-Tours-Nord comptait 17 600 habitants (population légale INSEE) au 1er janvier 2007. La densité de population est de - hab./km².

### Évolution démographique
| 1990   | 1999   | 2006   | 2011   | 2012   |
| ------ | ------ | ------ | ------ | ------ |
| 17 366 | 17 553 | 17 633 | 18 000 | 18 255 |

## Représentation

### Conseillers généraux du canton
| Période | Période | Identité                 | Étiquette      | Qualité |
| ------- | ------- | ------------------------ | -------------- | --- |
| 1985    | 1994    | Raymond Lory             | UDF-CDS        | Commerçant Député (1986-1988) Maire de Joué-lès-Tours (1956-1995) Ancien conseiller général du Canton de Joué-lès-Tours (1973-1979) |
| 1994    | 2008    | René Bouissou            | UDF puis MoDem | Agent SNCF, Joué-lès-Tours |
| 2008    | 2015    | Marie-Dominique Boisseau | PS             | Agent technique Maire-adjointe de Joué-lès-Tours Vice-Présidente du Conseil Général                                                 |

## Pour approfondir

### Sources
1. ↑  Décret no 84-1227 du 24 décembre 1984 portant création et modification de cantons dans le département d'Indre-et-Loire.
2. ↑  Structure de la population du canton de 1968 à l'année de la dernière population légale connue
3. ↑  Fiches Insee - Populations légales du canton pour les années 2006, 2011, 2012